# Bond of Fear
 (août 2025).
Pour plus de détails, voir Fiche technique et Distribution.
Bond of Fear est un film américain réalisé par Jack Conway, sorti en 1917.

## Synopsis
Camden McClure est un juge pour qui la loi est la loi et doit être appliquée quelles que soient les circonstances. Son jeune frère John, à court d'argent, le menace d'une arme lorsqu'il refuse de lui en prêter. Lors de la lutte qui s'ensuit, un coup de feu éclate et John s'effondre. McClure, le croyant mort, a peur d'affronter les juges et s'enfuit dans le désert. Il y rencontre Cal Nelson qui le guide dans cet environnement hostile. En chemin, ils trouvent Mary Jackson, une jeune femme qui s'est perdue et qui est à bout de forces. Mary se remet, mais dans le même temps le juge, qui souffre d'insolation, délire et confesse son crime à Mary. Pour atténuer sa culpabilité, elle lui dit avoir elle-même tué son mari. Ils décident de se marier, mais le juge lit dans un journal que son frère est vivant. Il décide alors de redevenir un juge implacable et dénonce Mary au shérif. Cal, qui est tombé amoureux de Mary, s'enfuit avec elle dans le désert. Elle lui avoue alors qu'elle avait inventé ce crime pour soulager le juge. McClure découvre que son frère est finalement mort et suit les fugitifs dans le désert, mais il est pris dans une tempête de sable et meurt.

## Fiche technique
- Titre original : Bond of Fear
- Réalisation : Jack Conway
- Scénario : Edith M. Kennedy
- Photographie : Paul Eagler
- Société de production : Triangle Film Corporation
- Société de distribution : Triangle Distributing Corporation
- Pays de production :  États-Unis
- Langue originale : anglais
- Format : noir et blanc — 35 mm — 1,37:1 — Film muet
- Genre : Western
- Durée : cinq bobines
- Date de sortie :
  - États-Unis : 23 septembre 1917
- Licence : Domaine public

## Distribution
- Roy Stewart : Cal Nelson
- Belle Bennett : Mary Jackson
- Melbourne MacDowell : Juge McClure
- George Webb : John McClure
- John Lince : le propriétaire de l'hôtel